# 先锋宫

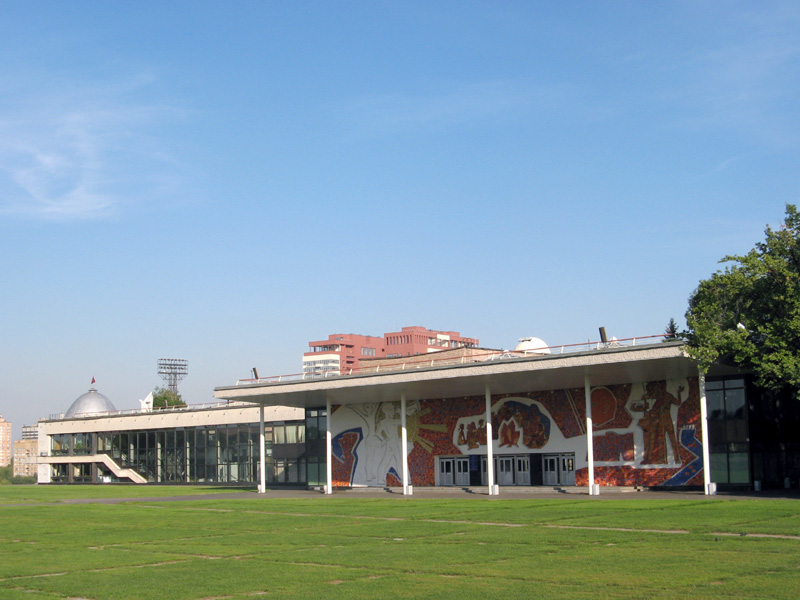
莫斯科先锋宫

先锋宫（俄语：Дворец пионеров），又称先锋队员之家（Дом пионе́ров），是苏联等东方集团国家为少年先锋队员和其他学生提供创意工作、体育训练和课外活动的青少年中心。先锋宫起源于苏联。在苏东剧变后，先锋宫被转型为非政治化的青少年课外活动机构。